# Liste von Bauwerken in Rumburk

Stadtwappen von Rumburk

Die Liste von Bauwerken in Rumburk beinhaltet die bedeutendsten Bauten aus dem 19. und 20. Jahrhundert in der tschechischen Stadt Rumburk. Die aufgeführten Gebäude geben einen Überblick über die Architektur der Stadt in Ergänzung zu den denkmalgeschützten Bauten.
Im Zentrum der Stadt befinden sich die historischen Bauwerke, die unter Denkmalschutz stehen, siehe Liste der denkmalgeschützten Objekte in Rumburk. 
Außerdem ist seit 1995 das Gebiet der alten Weberhäuser in der Šmilovský-Gasse in die Liste der dörflichen Denkmalreservate in Tschechien aufgenommen worden. 
Die bedeutendsten moderneren Bauwerke sind in dieser Liste zusammengestellt. Gebäude, die unter Denkmalschutz stehen, sind mit der ÚSKP-Nr. der Zentralen Liste der Kulturdenkmale der Tschechischen Republik (Ústřední seznam kulturních památek České republiky) gekennzeichnet.

## Liste
| Lage                                        | Objekt                                          | Architekt                                                     | Baujahr     | Beschreibung                                                                              | ÚSKP-Nr.                  | Bild                                            |
| ------------------------------------------- | ----------------------------------------------- | ------------------------------------------------------------- | ----------- | ----------------------------------------------------------------------------------------- | ------------------------- | ----------------------------------------------- |
| nám. Lužické 99/4 (Standort)                | Bürgerhaus                                      |                                                               |             | jetzt Kommerzbank                                                                         |                           | Bürgerhaus                                      |
| Třída 9. května 392/9 (Standort)            | Wohn- und Geschäftshaus                         |                                                               | 1860–1870   |                                                                                           |                           | Wohn- und Geschäftshaus                         |
| Třída 9. května 3/20 (Standort)             | Wohn- und Geschäftshaus                         | Emil Rösler (1874–nach 1929)                                  | 1925/26     | ehem. Café Henke                                                                          | 102766 Info Katalog       | weitere Bilder                                  |
| Třída 9. května 1127/25 (Standort)          | Stadtsparkasse                                  |                                                               | 1908/09     |                                                                                           |                           | weitere Bilder                                  |
| Třída 9. května 852/30 (Standort)           | Deutsche Landwirtschafts- und Industriebank     | Fritz Lehmann (1889–1957)                                     | 1931/32     | jetzt Unicredit-Bank                                                                      |                           | weitere Bilder                                  |
| Třída 9. května 1052/39 (Standort)          | Bürgerhaus                                      |                                                               |             |                                                                                           |                           | Bürgerhaus                                      |
| Třída 9. května 1366/48 (Standort)          | Escomptebank und Kreditanstalt                  |                                                               | 1930        | jetzt Stadtverwaltung                                                                     |                           | Escomptebank und Kreditanstalt                  |
| Třída 9. května 1386/50 (Standort)          | Kaufhaus Baťa                                   |                                                               |             |                                                                                           |                           | Kaufhaus Baťa                                   |
| 2. polské armády 1365/5 (Standort)          | Kino                                            |                                                               |             | jetzt Kaufhaus RATIO                                                                      |                           | Kino                                            |
| Jiráskova 1378/4 (Standort)                 | Poliklinik                                      |                                                               | 1928        |                                                                                           |                           | Poliklinik                                      |
| Máchova 492/30 (Standort)                   | Bahnhof Rumburk                                 |                                                               | 1869        | Grenzbahnhof an der Bahnstrecke Bakov nad Jizerou–Ebersbach                               |                           | weitere Bilder                                  |
| Jiříkovská 842/10 (Standort)                | Alte Brauerei                                   |                                                               |             | ehem. Fürstlich Liechtensteinsche Brauerei                                                | 102229 Info Katalog       | weitere Bilder                                  |
| Vrchlického 282/19 (Standort)               | Stadtbad                                        |                                                               | 1887        | jetzt Verwaltungsbüro                                                                     |                           | Stadtbad                                        |
| U stadionu 445/2 (Standort)                 | Volkshaus mit Saal                              |                                                               | 1908        |                                                                                           |                           | Volkshaus mit Saal                              |
| Žitná 1119/12 (Standort)                    | Armenhaus                                       |                                                               | 1907        |                                                                                           |                           | Armenhaus                                       |
| Sukova 1047/4 (Standort)                    | Villa Alois Korber                              | Alois Korber                                                  | 1898        | jetzt Kindergarten                                                                        | Wikidata-Objekt anzeigen  | Villa Alois Korber                              |
| Komenského 1130/10 (Standort)               | Gymnasium                                       | Ernst Schäfer (1862–nach 1936)                                | 1908/09     |                                                                                           | Wikidata-Objekt anzeigen  | weitere Bilder                                  |
| Komenského 957/5 (Standort)                 | Turnhalle (Tělocvična)                          | Josef Benischek (1841–1896)                                   | 1881/82     |                                                                                           |                           | weitere Bilder                                  |
| Tyršova 1066/2 (Standort)                   | Grund- und Mittelschule für Knaben              |                                                               | 1900/01     |                                                                                           | Wikidata-Objekt anzeigen  | weitere Bilder                                  |
| Tyršova 979/1 (Standort)                    | Villa Rudolf Pfeifer                            |                                                               |             |                                                                                           |                           | Villa Rudolf Pfeifer                            |
| Františka Nohy 959/6 (Standort)             | Weberei-Fachschule                              | Ernst Giese (1832–1903) und Bernhard Paul Weidner (1843–1899) | 1882/83     |                                                                                           | Wikidata-Objekt anzeigen  | Weberei-Fachschule                              |
| Františka Nohy 1096/3 (Standort)            | Post- und Telegrafenamt                         |                                                               | 1903/04     |                                                                                           |                           | Post- und Telegrafenamt                         |
| Františka Nohy 968/1 (Standort)             | Villa                                           |                                                               |             |                                                                                           |                           | Villa                                           |
| nám. Dobrovského 379/11 (Standort)          | Pfarrhaus - Dekanat                             |                                                               |             |                                                                                           |                           | Pfarrhaus - Dekanat                             |
| nám. Dobrovského 378/12 (Standort)          | Grundschule                                     |                                                               | 1854/55     |                                                                                           |                           | Grundschule                                     |
| nám. Dobrovského 374/21 (Standort)          | Feuerwehr-Spritzenhaus                          | Alois Korber                                                  | 1894 / 1928 | Umbau 1928                                                                                |                           | Feuerwehr-Spritzenhaus                          |
| Slovenského nár. povstání 484/29 (Standort) | Schützenhaus (Střelnice)                        |                                                               | 1863/64     | jetzt Kulturhaus                                                                          | Wikidata-Objekt anzeigen  | Schützenhaus (Střelnice)                        |
| Na valech 401/1 (Standort)                  | Wohn- und Geschäftshaus                         |                                                               |             | jetzt Stadtmuseum                                                                         |                           | weitere Bilder                                  |
| Radniční 1090/4 (Standort)                  | Wohn- und Geschäftshaus                         |                                                               |             |                                                                                           |                           | Wohn- und Geschäftshaus                         |
| Okružní 357/3 (Standort)                    | Wohnhaus Hampl                                  | Alois Korber                                                  | 1930        |                                                                                           |                           | Wohnhaus Hampl                                  |
| Krásnolipská 463/8 (Standort)               | Villa                                           |                                                               |             | jetzt Kindergarten                                                                        | Wikidata-Objekt anzeigen  | Villa                                           |
| U Parku (Standort)                          | Kriegerdenkmal                                  | Hans Jäger                                                    | 1934        | im Stadtpark, Skulpturen von Hans Jäger und Josef Bazant (zerstört)                       |                           | Kriegerdenkmal                                  |
| Komenského 927/12 (Standort)                | Altes Stadtkrankenhaus                          | Carl August Schramm (1807–1869)                               | 1854        |                                                                                           |                           | Altes Stadtkrankenhaus                          |
| U Nemocnice 1298/6 (Standort)               | Neues Krankenhaus                               |                                                               | 1925–1928   | jetzt Chirurgie                                                                           |                           | Neues Krankenhaus                               |
| Lesní 1062/26 (Standort)                    | Sanatorium Frankenstein (Podhájí)               | Alois Korber                                                  | 1899        |                                                                                           |                           | weitere Bilder                                  |
| Lesní 1122/28 (Standort)                    | Hotel am Sanatorium Frankenstein (Podhájí)      | Josef Hampel                                                  | 1907        |                                                                                           |                           | Hotel am Sanatorium Frankenstein (Podhájí)      |
| Podhájí ()                                  | Grundschule Podhájí                             |                                                               | 1878/79     |                                                                                           |                           | Grundschule Podhájí                             |
| Krásnolipská 290/26 (Standort)              | Evangelische Kirche                             |                                                               | 1861 / 1875 | Umbau einer katholischen Kapelle, 1875/76 durch evangelische Schule und Pfarrhaus ergänzt | 30050/5-3868 Info Katalog | weitere Bilder                                  |
| Stanko Vodičky 1077/26 (Standort)           | Friedhofskapelle                                | Josef Benischek                                               | 1882        |                                                                                           |                           | weitere Bilder                                  |
| Stanko Vodičky 1077/26 (Standort)           | Grabkapelle der Familie Julius Pfeiffer         |                                                               | 1906        |                                                                                           |                           | weitere Bilder                                  |
| ()                                          | Wohnhaus Diesner                                | Alois Korber                                                  |             |                                                                                           |                           | Wohnhaus Diesner                                |
| ()                                          |                                                 | Johann Bräuer                                                 | 1933        |                                                                                           |                           |                                                 |
| ()                                          | Villa Dr. Palm                                  | Alois Korber                                                  |             |                                                                                           |                           | Villa Dr. Palm                                  |
| ()                                          | Villa Grünwald                                  | Alois Korber                                                  |             |                                                                                           |                           | Villa Grünwald                                  |
| Dominova - Novákova (Standort)              | Kolonie von Reihenhäusern mit kleinen Wohnungen | Johann Bräuer                                                 | 1932        |                                                                                           |                           | Kolonie von Reihenhäusern mit kleinen Wohnungen |
| Kubelíkova (Standort)                       | Wasserwerk                                      | Josef Hampel                                                  | 1886        |                                                                                           |                           | Wasserwerk                                      |
| Výletní (Standort)                          | Aussichtsturm auf dem Rauchberg (Dýmník)        | Josef Hampel                                                  | 1896        |                                                                                           | Wikidata-Objekt anzeigen  | weitere Bilder                                  |